# Elaeocarpus gymnogynus
Elaeocarpus gymnogynus är en tvåhjärtbladig växtart som beskrevs av Hung T. Chang. Elaeocarpus gymnogynus ingår i släktet Elaeocarpus och familjen Elaeocarpaceae. Inga underarter finns listade i Catalogue of Life.